# Бейкушский лиман
Бейкушский лима́н — лиман, расположенный на территории Очаковского района (Николаевская область, Украина), северо-западной части Чёрного моря.

## География
Длина — 3,5 км. Ширина средняя — 0,2 км, наибольшая — 1 км. Глубина средняя — 1 м.
Лиман от Чёрного моря частично отделён Лагерной косой. Водоём неправильной удлинённой формы, вытянутый с востока на запад. Сообщается протоком с Березанским лиманом — впадает в него — и далее через Березанский лиман с Чёрным морем. От Березанского лимана Бейкушский лиман частично отмежёван островом. В Бейкушский лиман впадает река Ковакин.
Правый (северный) берег лимана обрывистый с берегом, левый — пологий. Водное зеркало частично занято водной растительностью.
На берегу лимана расположено село и курорт Черноморка. На мысе между Бейкушским и Березанским лиманами в 1904 году археологом Э. Штерном было зафиксировано древнее поселение.
Питание путём водообмена с Березанским лиманом подземными и поверхностными водами.
Дно укрыто 2-метровых слоем иловых органо-минеральных сульфидных грязей зелёно-серого цвета, которые являются антропогенными по происхождению.